# Kaspi (stad)
Kaspi (Georgisch: კასპი) is een stad in de centraal-Georgische regio Sjida Kartli, op ongeveer 48 kilometer ten noordwesten van hoofdstad Tbilisi. De stad is het bestuurlijk centrum van de gelijknamige gemeente en had anno 2024 een bevolking van 12.415 inwoners. Kaspi ligt op 540 meter boven zeeniveau, bij de samenvloeiing van de Lechoera en de Mtkvari.

## Geschiedenis
Kaspi is een van de oudste steden in Georgië. De Graklianis Gora (Grakliani-heuvel), een van de oudste en rijkste menselijke archeologische vindplaatsen, ligt in de buurt van Kaspi. Vondsten uit de bronstijd duiden op een nederzetting, maar de eerste schriftelijke verwijzingen naar het toponiem Kaspi stammen uit de 4e eeuw, tijdens de kerstening van Georgië.
In deze periode was Kaspi een van de grootste en belangrijkste steden van het Iberische koninkrijk, gelegen op handelsroutes die zijn aangegeven op de Peutingerkaart uit de late oudheid. Het was het centrum van het historische district "Kaspi Sasparsalaro". Het niveau van scholing was in Kaspi dusdanig dat de edelen hun kinderen er naar school stuurden. Koning Vachtang I, oprichter van Tbilisi als nieuwe hoofdstad, groeide in Kaspi op.
In de 8e eeuw werd de stad verwoest na een gevecht met Arabieren en had sindsdien een anoniem bestaan als dorp. In de 15e eeuw kwam de nederzetting in handen van de adellijke familie Amilachvari, maar pas met de komst van de spoorlijn Tbilisi - Poti in 1872 nam de betekenis weer toe.

### Industriële ontwikkeling

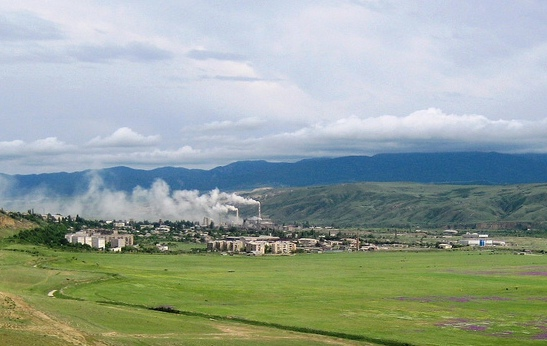
Kaspi met de vervuilende cementfabriek

De stad werd pas echt ontwikkeld tijdens de Sovjetperiode. In 1931 opende er een grote cementfabriek, de grootste in Transkaukasië, en in 1938 werd Kaspi tot 'nederzetting met stedelijk karakter' gepromoveerd. Het verkreeg de stadsstatus in 1959, vanwege de belangrijke functie als centrum voor de Georgische cementindustrie (cement en leisteen). Begin 21e eeuw is de fabriek een van de grootste industriële complexen in het land. Hij is berucht om zijn luchtvervuiling en de gezondheidsproblemen die de fabriek zou veroorzaken.

### Russische invasie 2008
Tijdens de Russisch-Georgische Oorlog in 2008 naderden Russische troepen Tbilisi tot Igoëti, net ten noorden van Kaspi, waar ze tot 22 augustus 2008 een wegversperring op de centrale snelweg S1 (E60) lieten staan.

## Demografie
Begin 2024 had Kaspi 12.415 inwoners, een daling van ruim 7% sinds de volkstelling van 2014. De bevolking bestond in 2014 voor ruim 91% uit Georgiërs, bijna 6% uit Azerbeidzjanen, en ruim 2% Osseten. Verder wonen er enkele tientallen Armeniërs, Russen en Oekraïners. In 1923 was er nog een grote Armeense gemeenschap, ongeveer 29% van het aantal inwoners.
| Aantal                                                           | 1.562 | 4.729 | 9.143 | 12.263 | 13.824 | 17.305 | 15.233 | 13.423 | 12.938 | 12.415 |
| Verantwoording data: Bevolkingsstatistiek Georgië 1897 tot heden |       |       |       |        |        |        |        |        |        |        |

## Bezienswaardigheden
- Samtavisi-kathedraal

## Vervoer
De belangrijkste doorgaande weg is de nationale route Sh63 die vanuit het centrum naar de autosnelweg S1 (E60) loopt.
Het treinstation van Kaspi is in 1872 geopend bij de aanleg van de eerste spoorlijn van Georgië, tussen Tbilisi en Poti.